# Гражданская война в Византии (1373—1379)
Гражданская война в Византии — война 1373—1379 годов, ставшая, согласно современной историографической византинистике, последней крупномасштабной гражданской войной в Византийской империи. Как и предыдущие две гражданские войны (1341—1347 и 1352—1357 годов), данное столкновение произошло из-за растущей феодальной раздробленности внутри средневекового греческого ареала. В ходе гражданской войны свои претензии на «имперский» престол выдвигали сразу четыре «императора», но все они, включая и законного Иоаннa V, по большему были лишь пешками в геополитической игре между Венецией, Генуей и Османской империи.

## Ход событий
Большая часть некогда обширной империи была уже покорена и частично заселена турками. Тем не менее, дальнейшее дробление на микроскопические деспотаты продолжалось в окрестностях самого Константинополя, сохранявшего независимость. В ходе войны за престолонаследие Редесто и Месемврия признали власть Андроника, но жители Константинополя продолжали хранить верность императору Иоанну V. Османский принц Савджи, сын турецкого султана Мурада I, и Андроник начали войну против своих отцов, но оба проиграли. Андроник в 1374 году был ослеплен на один глаз и заключен в тюрьму, и лишен таким образом прав на престолонаследование. Однако противникам Иоанна, генуэзским купцам, стремившимся получить большую власть над торговлей в Константинополе, удалось вытащить Андроника из тюрьмы. В результате, последний с триумфом вошел в столицу 12 августа 1376 года, где отстранил от власти своего отца. 18 октября 1377 года Андроник был коронован императором. В качестве платы за помощь, Андроник передал остров Тенедос генуэзцам, а Геллеспонт — османам. Последний шаг был просто безумием, поскольку за 10 лет до этого савойские крестоносцы специально отбили Геллеспонт у османов и вернули его в состав Византии с целью предотвращения переселения кочевых турок в Европу. Но царствовать ему довелось недолго: уже в 1379 году его отстраненный отец, воспользовавшись венецианской и турецкой помощью, был восстановлен на троне при условии признания Андроника IV своим законным преемником. Поскольку ведущую роль в реванше сыграли турки-османы, Иоанн V был вынужден поклялся в верности и повиновении султану, сделав Византию вассалом турок. Поскольку Андроник IV умер раньше своего отца, следующим византийским императором стал его внук — Иоанн VII Палеолог.